# Adele Stolte
Adele Stolte (* 12. Oktober 1932 in Sperenberg; † 26. September 2020 in Potsdam) war eine deutsche Oratorien- und Konzertsängerin (Sopran).

## Leben
Adele Stolte besuchte zunächst die Schule in Lübeck, später in Potsdam, wo ihr Vater Conrad Stolte Superintendent wurde und das Pfarramt an der Friedenskirche übernahm. Musikalische Förderung erhielt sie schon in jungen Jahren durch den Potsdamer Komponisten Hans Chemin-Petit, von dem sie selbst sagt, er habe ihrer Sopran-Stimme den Berufsweg mit vorgezeichnet, sowie durch Karl Landgrebe und sie begann 1952 ein privates Gesangsstudium bei Anneliese Buschmann in Rostock. 1953 heiratete sie den Kirchenmusiker Wolfram Iwer (1928–2020). In den folgenden Jahren entfaltete sie eine zunehmende Konzerttätigkeit in der DDR und darüber hinaus. 1958 kam es zu ersten Rundfunkaufnahmen mit dem Thomanerchor Leipzig und 1960 zur ersten Schallplattenaufnahme, denen zahlreiche weitere folgten, u. a. als Solistin in Bachkantaten unter Erhard Mauersberger. Anfang der 1960er Jahre wirkte sie an der Einspielung wichtiger Werke von Heinrich Schütz durch die Westfälische Kantorei unter Leitung von Wilhelm Ehmann mit, so der musikalischen Exequien und der Johannespassion 1960, der Kleinen geistlichen Konzerte 1963–1966 und der Psalmen Davids 1966, frühen Beispielen historisch informierter Aufführungspraxis. 1964 gründete sie gemeinsam mit Gerda Schriever, Hans-Joachim Rotzsch und Hermann Christian Polster das Quartett „Leipziger Bachsolisten“. 1966 wurde Adele Stolte Direktoriumsmitglied der Neuen Bachgesellschaft Leipzig. Auch in folgenden Jahren konzertierte sie im In- und Ausland, wobei Auftritte in westlichen Staaten nur beschränkt möglich waren. Ab 1969 begann sie auch pädagogisch zu arbeiten, führte u. a. Gesangskurse in Polen durch und wirkte als Stimmbildnerin bei Chören. Von 1990 bis 2005 hatte Adele Stolte einen Lehrauftrag für Gesang an der Hochschule/Universität der Künste Berlin inne und wurde dort 1995 zur Honorarprofessorin ernannt. 1999 gründete sie den Neuen Kammerchor Potsdam.

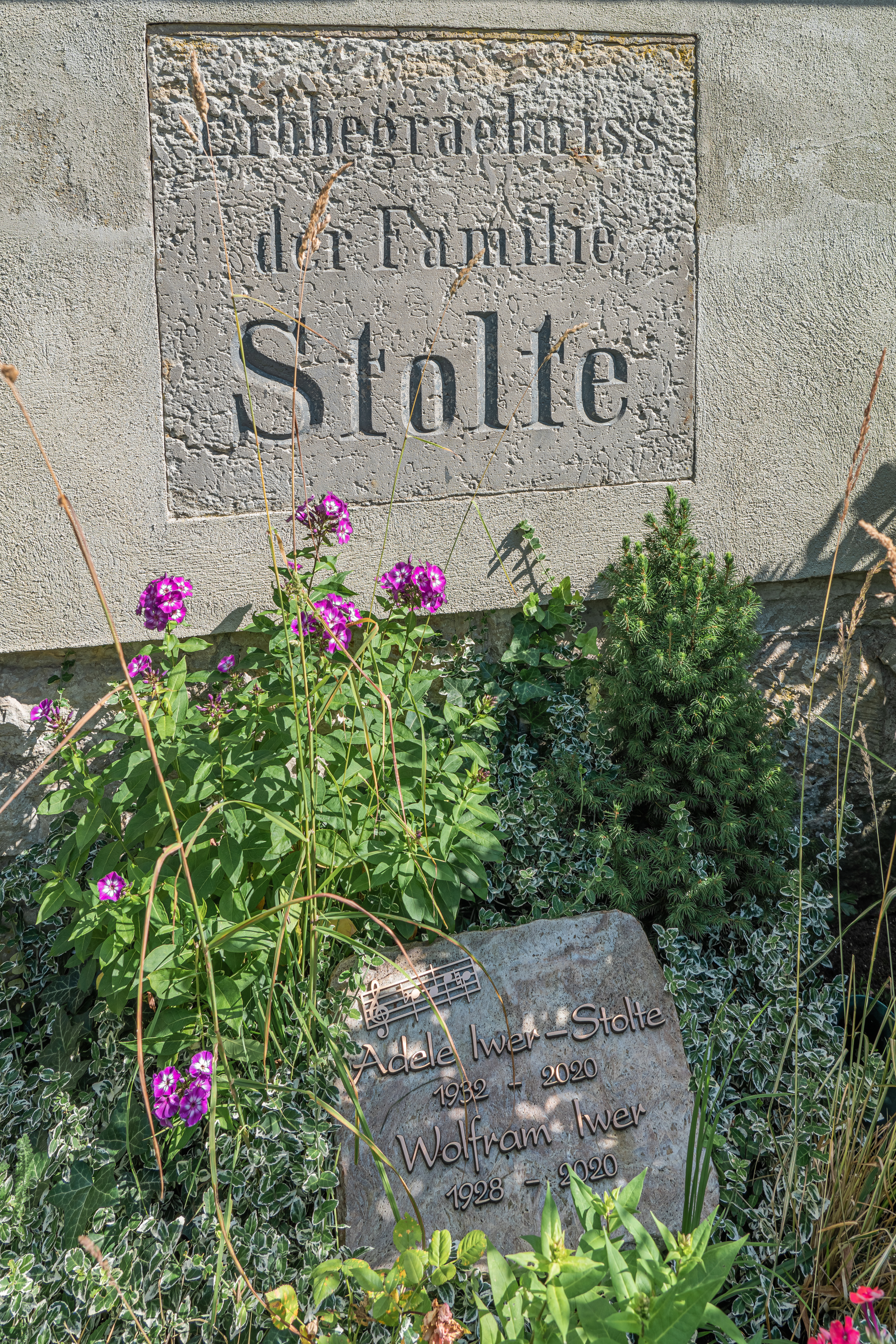
Grabstein von Adele Stolte, Alter Friedhof (Potsdam)

Adele Stolte, deren Repertoire neben einem Schwerpunkt auf der Musik des Barock auch zeitgenössische Werke einschließt, erhielt eine Reihe von Auszeichnungen, darunter 1962 den Musikpreis Edison und 1966 den Kunstpreis der DDR. 2007 wurde ihr das Verdienstkreuz am Bande des Verdienstordens der Bundesrepublik Deutschland verliehen.